# Aimé Octobre
Pour les articles homonymes, voir Octobre (homonymie).
Aimé Octobre né le 13 mai 1868 à Angles-sur-l'Anglin (Vienne) et  mort le 22 juillet 1943 à Vouvray (Indre-et-Loire) est un sculpteur français.

## Biographie
Grâce de l’aide du maire de la commune, Samuel Périvier, Jérémie Aimé Delphin Octobre put poursuivre ses études à l’École des beaux-arts de Paris où il devint élève de Jules Cavelier puis de Jules Coutan.
En 1893, il obtient le premier grand prix de Rome et il séjourne à la villa Médicis de 1893 à 1897. Après une mention honorable au Salon des artistes français en 1894, il remporte une médaille de deuxième classe en 1897, de première classe en 1899, puis d’argent à l’Exposition universelle de 1900. Il devient sociétaire du Salon en 1901 et il reçoit la médaille d'honneur au Salon des artistes français de 1931 pour son Rêve.
Aimé Octobre est membre du comité du Salon des artistes français.
Il est nommé chevalier de la Légion d’honneur en 1906, puis promu officier du même ordre en 1925.
Son fils, le peintre Daniel Octobre (1903-1995), a fait don de plusieurs des œuvres de son père au musée Sainte-Croix de Poitiers et au musée de Châtellerault. 

## Distinctions
- Officier de la Légion d'honneur (1925)

## Œuvres

### Monuments aux morts

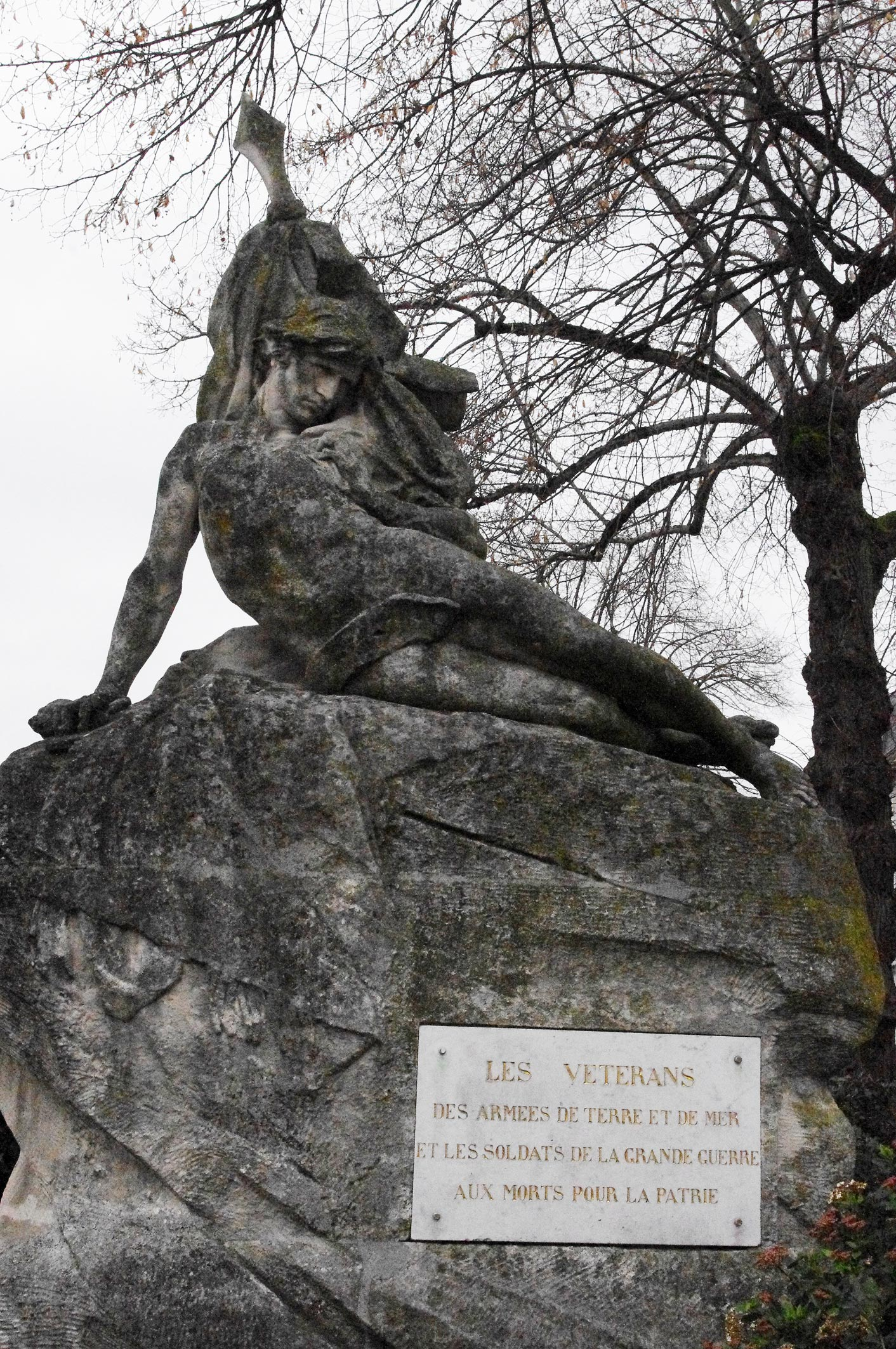
Pour le Drapeau, ou Monument aux morts de 1870 (1903), Châtellerault.

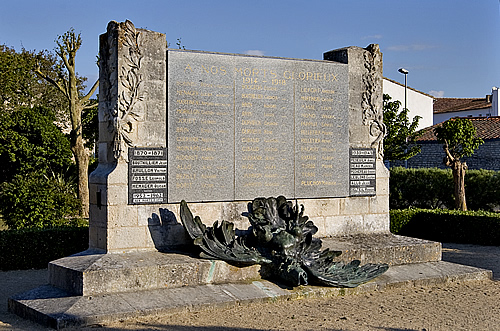
Monument aux morts de La Couarde-sur-Mer (1922).

- Angles-sur-l'Anglin : Monument aux morts, inauguré en octobre 1927. Le monument, situé dans la ville haute sur la place (devenue en 2010 place Aimé-Octobre), est composé, de bas en haut, d'un socle, d'une colonne à fût circulaire, qui porte la liste des victimes de la Première Guerre mondiale, du socle de la sculpture et d'une statue en bronze représentant une Victoire ailée. La Victoire, nu-tête, coiffée d'un chignon, est vêtue d'une robe à l'Antique laissant ses bras nus. Sa main droite repose à plat sur le pommeau d'une épée dont elle tient le fourreau orné de la main gauche qui maintient également une branche de laurier. Sur le socle du monument est apposée une palme en bronze entremêlée avec une branche de roses. La petite Victoire portée par l'homme du monument de Châtellerault semble une réduction de la Victoire d'Angles-sur-l'Anglin[3].
- Châtellerault :
  - boulevard Blossac : Pour le Drapeau, ou Monument aux morts de 1870, 1903, statue en pierre[4] ;
  - square Gambetta : Monument aux morts de 14-18, 1926, bronze[5]. Le modèle en plâtre du monument a été présenté au Salon de 1926 et une statue en bronze exposée au Salon de 1927. Un maquette en plâtre est conservée au musée Sainte-Croix de Poitiers. le monument se compose d'un haut socle à gradins en pierre de taille, au pied du socle repose un casque de poilu en bronze sur des feuilles de chêne et de laurier et une statue masculine en bronze tenant dans la main droite une petite Victoire reposant telle une statuette sur un petit socle. L'homme, debout avec un léger déhanché, est coiffé à l'antique, vêtu d'une toge et tient une épée dans la main gauche serrée sur le pommeau et des feuilles de chêne. La Victoire présentée dans sa main droite est également vêtue d'une robe à l'Antique laissant ses bras nus. Elle est nu-tête, coiffée d'un chignon. Sa main droite repose sur le pommeau d'une épée dont elle tient le fourreau orné de la main gauche. La position des épées de l'homme et de l'allégorie diffère. Celle de l'homme est à son côté et repose en arrière de sa jambe gauche, prête au combat, alors que celle de la Victoire est tenue au repos, droite devant elle, en signe de paix. La position de la Victoire et le décor du fourreau de l'épée sont identiques à la Victoire d'Angles-sur-l'Anglin. Elle en est probablement une réduction[3].
- La Couarde-sur-Mer : Monument aux morts, 1922. Le monument a été réalisé par l'architecte rochelais J. Godefroy ; la sculpture  représente un "aigle (allemand) déchu". Aimé Octobre fit don de son travail à la municipalité de la Couarde. En 1940, l'aigle, démonté, fut caché sous un tas de bois, dans l'ancien marché contre le mur de l'église, pour le sauver de la destruction[6]. Les Allemands, qui possédaient des cartes postales le représentant, le cherchèrent en vain. Il fut remis en place en 1945.
- Lusignan : Monument aux morts, 1922. Situé à proximité de la Poste, entre la place appelée d'un côté du 8 mai et de l'autre du 11 novembre, à une cinquantaine de mètres de l'hôtel de ville, il a été érigé sous la direction d'architectes poitevins, les frères Ch. et L. Martineau. Il se compose d'une stèle portant la liste des victimes de la Première Guerre mondiale, complétée après la Seconde, et d'une allégorie de la République : une femme dont la tête est couverte d'un voile de veuve. Pieds nus, elle est assise sur un petit socle, de dos, légèrement de trois quarts, indiquant de la main gauche la liste des morts glorieux et tenant dans la main droite une palme en bronze. L'épaule droite est dénudée, les seins nus. Quelques roses reposent sous son siège. Le monument a été inauguré le 22 juillet 1923[7].
- Poitiers : Monument aux morts. Il domine la vallée de la Boivre, en haut des escaliers menant de la gare au centre-ville, sur le boulevard de Verdun. Il se compose d'un groupe sculpté en bronze posé sur un haut piédestal en pierre de taille. Le groupe est dominé par une allégorie féminine (Victoire ailée) qui tient de sa main gauche la main droite d'un poilu casqué et vêtu de sa vareuse. La Victoire, coiffée d'un chignon et la tête ceinte d'une couronne végétale, brandit de la main droite des branches de laurier représentées à la manière d'un flambeau de la Liberté. Pieds nus, elle porte une longue robe au fin drapé.
- Montmorillon : Monument aux morts, 1921-1922. Le modèle en plâtre fut présenté au Salon des artistes français de 1922. Le monument devait être sculpté en calcaire, mais a finalement été fondu en bronze. Inauguré le 23 juillet 1922, il a été conçu sur les plans de l'architecte Hilaire Guinet. Il se compose d'une large stèle en pierre de taille sur laquelle est apposée une plaque en bronze portant la liste des victimes de la Première Guerre mondiale. En avant sur un socle se dresse une allégorie féminine en bronze, fondue par Andro. Il s'agit d'une République victorieuse : debout, chaussée de sandales, elle lève les bras en signe de victoire et brandit un glaive de la main droite et de l'autre, un bouquet composé de laurier et de chêne. Elle est coiffée d'un casque de Poilu et porte une longue robe à manches courtes, un pectoral orné d'une tête de Méduse, attribut fréquemment représenté sur les bustes de Marianne, et une cape très ample dans le dos.

### Bustes
- Samuel Périvier, 1893, marbre, musée d'Art et d'Histoire de Montmorillon[8]
- Léopold Delisle, 1899, marbre, Paris, Bibliothèque nationale de France, site Richelieu.
- M. Tranchant, député de la Vienne, questeur de la Chambre des députés, plâtre présenté au Salon de 1932, conservé au musée Sainte-Croix à Poitiers.
- Blaise Diagne, député sénégalais, plâtre, musée Sainte-Croix à Poitiers.
- Le Père Camille de La Croix, plâtre patiné, musée Sainte-Croix à Poitiers. Modèle original pour le monument élevé à la mémoire du père Camille de La Croix et inauguré à Poitiers en juin 1911[9]. Un second bronze est conservé à Sanxay.
- Pierre Termier, 1933 : à la suite du décès de l’éminent géologue, en octobre 1930, un comité de patronage fut constitué pour élever à sa gloire un monument. La souscription ayant répondu largement aux attentes, le comité s’adressa à Aimé Octobre qui était l’un des sculpteurs en vogue. L’artiste exécuta deux bustes en marbre identiques destinés à être érigés, l'un à l'École des mines de Saint-Étienne (inauguré le 21 octobre 1933), l'autre à l'École des mines de Paris. Un exemplaire en bronze (Hohwiller fondeur) se trouve au square Pierre Termier de Briançon.
- Charles Vavasseur[10], ancien maire de Vouvray et ancien député. La statue se trouve sur la Place Vavasseur à Vouvray.

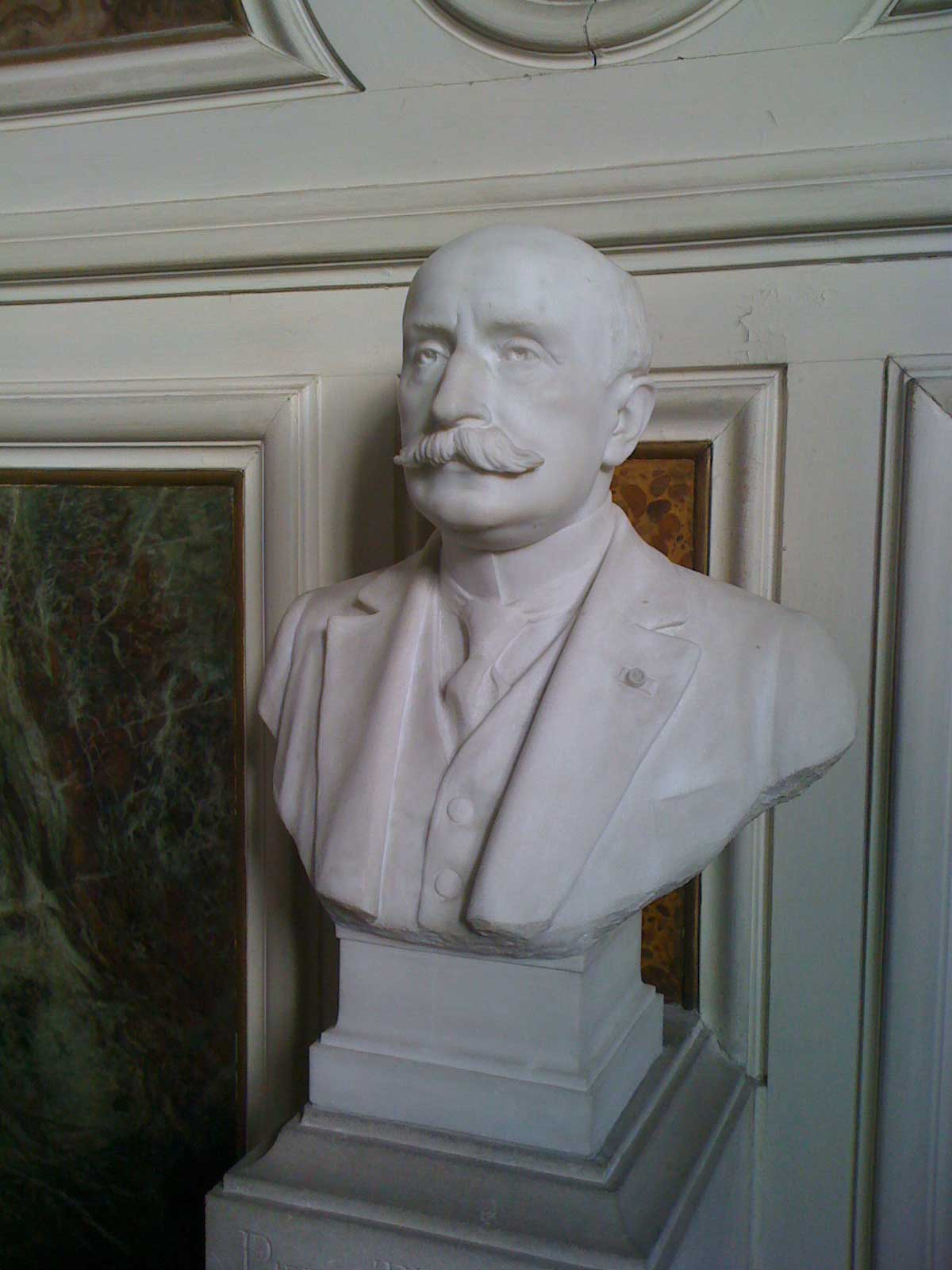
Pierre Termier (1933), Paris, école des Mines de Paris.
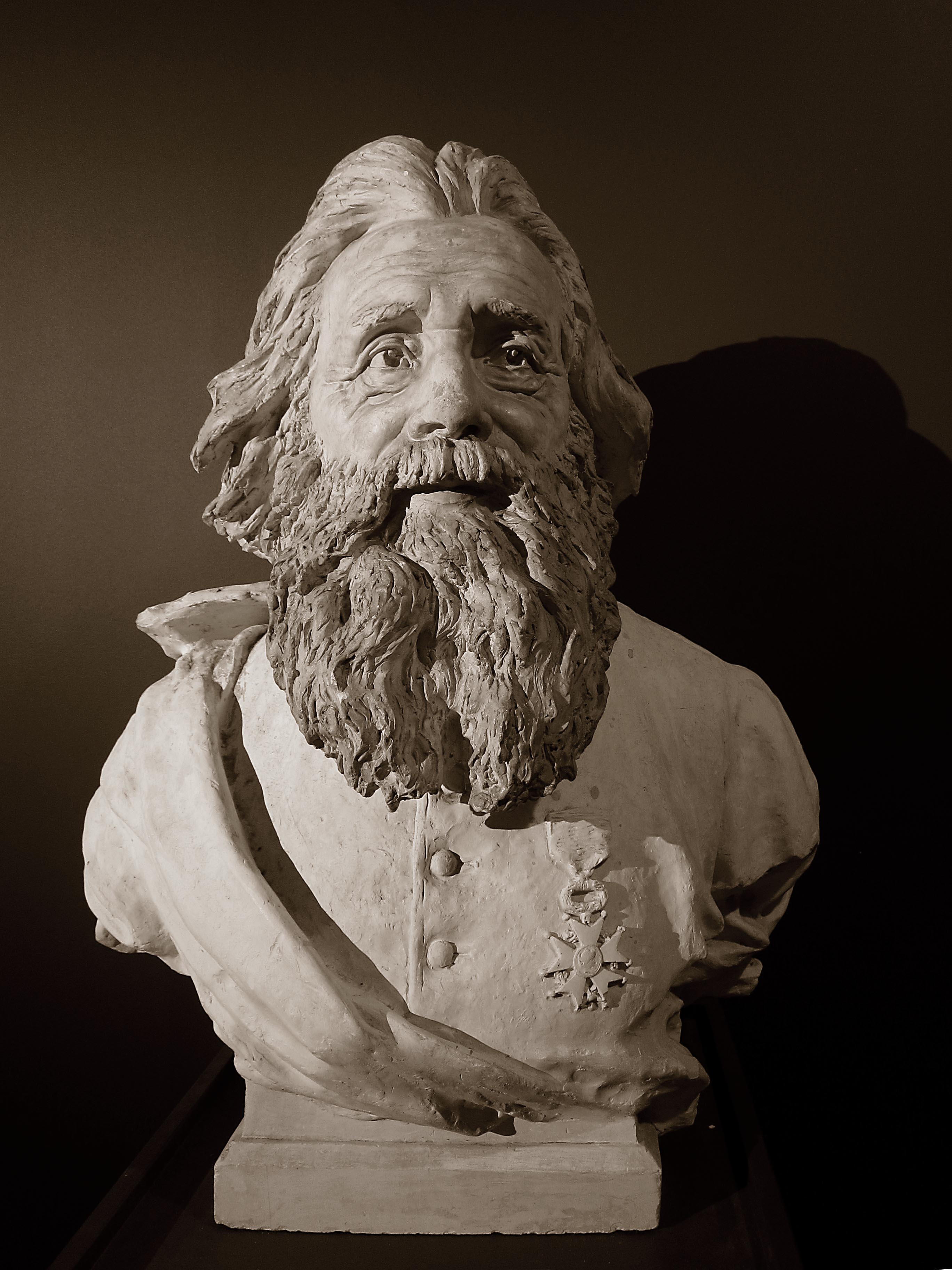
Le Père Camille de La Croix (1912), Poitiers, musée Sainte-Croix.

### Monuments, statues et œuvres décoratives

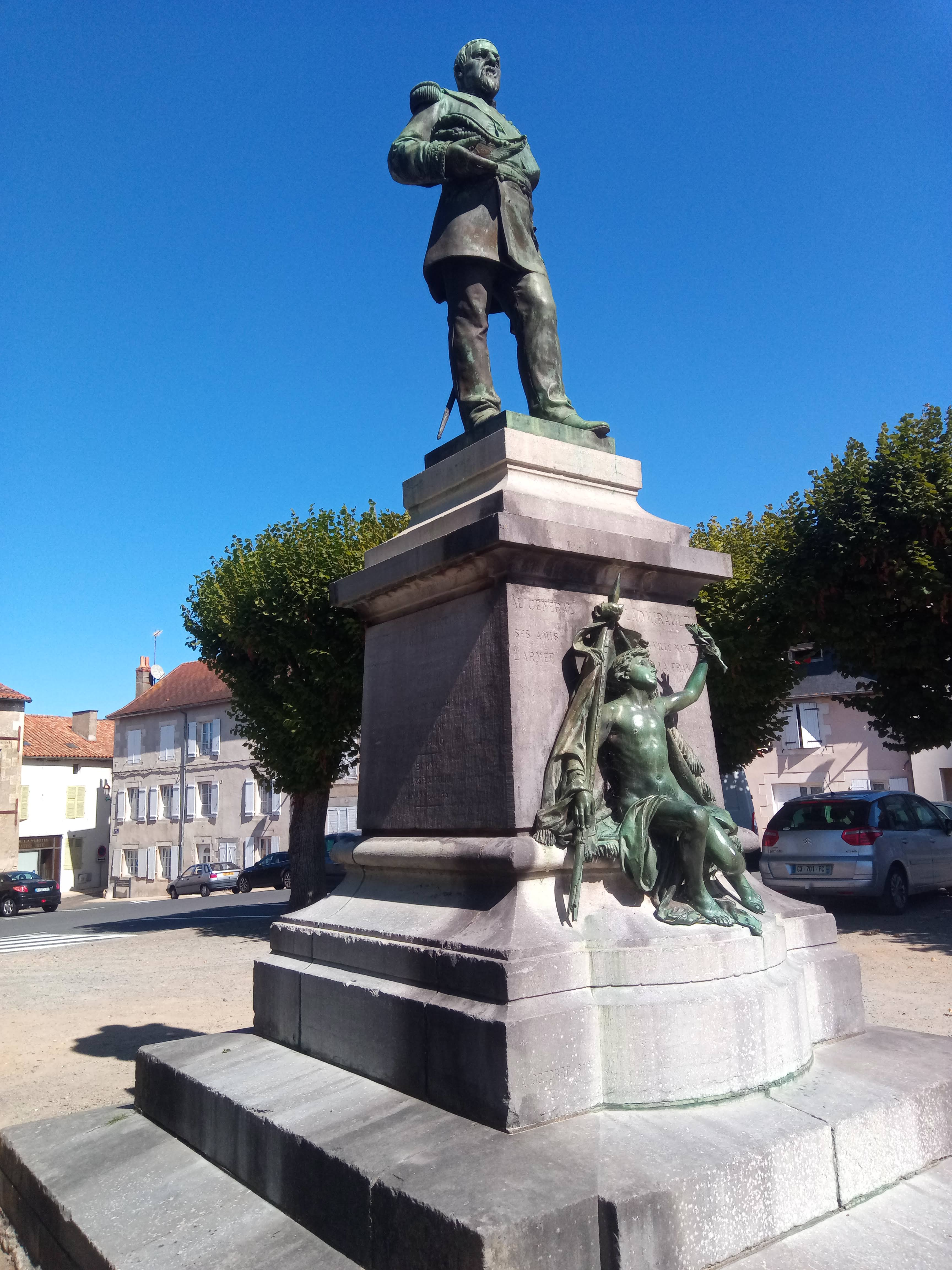
Monument au général de Ladmirault (1901), Montmorillon, place Saint-Martial.

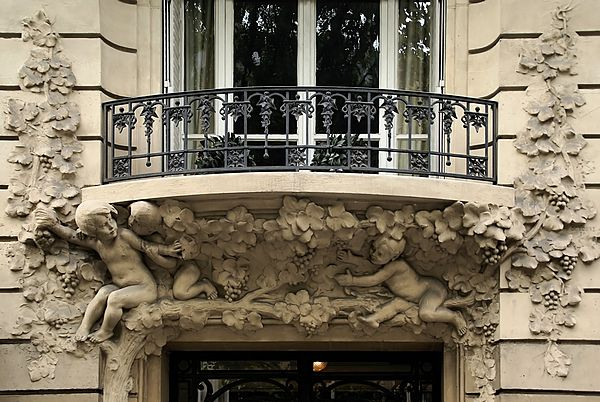
Console de balcon (1913), au no 14 boulevard de Courcelles à Paris.

- Barbezieux-Saint-Hilaire, hôtel de ville : Femme, 1906, statue en marbre blanc.
- Chatelguyon, thermes : chapiteaux et ornements en stuc, 1906 (B. Chaussemiche, architecte).
- Étampes :  La Fontaine Veret, 1903. Ce monument, situé au centre de la place Saint-Gilles, est dû à l’initiative d’un généreux donateur, François Véret, et elle fut conçue par l'architecte Louis Cérée. Présentée en août 1902 au conseil municipal, elle fut inaugurée le 18 mai 1903. Elle est surmontée d'une statue de Cérès, allégorie des moissons de la Beauce, rappelant que le marché Saint-Gilles fut, du XIIe au XIXe siècle, une plaque tournante du commerce des grains et un centre de redistribution des céréales vers Paris.
- Le Mans, musée de Tessé : Allégorie de la peinture, Salon de 1909, marbre. Érigé dans le square du Louvre de 1909 à 1933. Le modèle en plâtre commandé en 1906, achevé en 1908, est conservé au musée des Beaux-Arts de Valenciennes.
- Montmorillon, place Saint-Martial : Monument au général de Ladmirault, érigée à  le 27 mars 1901, pierre et bronze. Élevé en l'honneur du général de Ladmirault, né à Montmorillon en 1800 et mort en 1890[11],[12].
- Paris :
  - boulevard de Courcelles, no 14 : haut-relief de la console du balcon surplombant l'entrée de l'immeuble, 1913  (R.Gaillard et Georges Bourgouin architectes).
  - École nationale supérieure des beaux-arts : L'Âge d’or, 1893, bas-relief en plâtre.
  - musée Hébert : Allégorie de la musique.
- Poitiers :
  - musée Sainte-Croix :
    - La Résurrection du Christ, 1929, haut-relief en plâtre (œuvre détruite) ;
    - Suzanne au bain, vers 1893, plâtre (œuvre détruite) ;
    - Vénus devant Paris, pierre, commandé  par l'État en 1937. Le modèle en plâtre est exposé au Salon de 1938.

  - Poste centrale : sculptures de la façade, 1919 (Hilaire Guinet architecte).
- Saint-Maur-des-Fossés, square Saint-Hilaire : Le Remords, 1899, groupe en marbre. Le modèle en plâtre, conçu en 1898 à la villa Médicis, est médaillé au Salon de 1899. Le marbre, acquis la même année par la ville de Paris, est installé square Saint-Hilaire à Saint-Maur-des-Fossés en 1936.
- Localisation inconnue :
  - Nymphe, Salon 1906, marbre, anciennement à Paris au musée du Luxembourg.
  - La Danse profane, Salon des artistes français de 1911.
  - La Danse sacrée, œuvre détruite.

### Édition en bronze
- Nu, bronze, 60 cm.
- Ève, 1937.
- Pierre Wibaux, 1904, statuette.
- Bacchante.